# هاورد نمروف
هاورد نمروف (به انگلیسی Howard Nemerov) (زادهٔ ۲۹ فوریه ۱۹۲۰–۵ ژوئیه ۱۹۹۱) شاعر آمریکایی بود که دو بار ملک‌الشعرای مشاور کتابخانه کنگره در امر شعر آمریکا شد. برای کتاب گزیدهٔ اشعار هاورد نمروف، جایزهٔ کتاب ملی شعر، جایزهٔ پولیتزر برای شعر و جایزهٔ بولینجن به او اهداشد.

## زندگی‌نامه
نمروف در روز ۲۹ فوریهٔ ۱۹۲۰ در شهر نیویورک آمریکا به دنیا آمد. پدر و مادرش یهودی روسی و مغازه‌دار بودند. او مدرک کارشناسی خود را از دانشگاه هاروارد گرفت و در جنگ جهانی دوم ابتدا برای نیروهای کانادا و سپس برای ارتش آمریکا جنگید. او در سال ۱۹۴۴ ازدواج کرد و پس از پایان جنگ به نیویورک بازگشت تا روی کتاب خود کار کند. او علاوه بر انتشار کتاب‌های شعر و رمانش، تا آخر عمر به تدریس ادبیات انگلیسی در دانشگاه واشینگتن در شهر سن لوئیس پرداخت.
او در سال ۱۹۹۱ بر اثر سرطان درگذشت. به یادبود او، هر ساله رقابتی تحت عنوان جایزهٔ سونت هاورد نمروف برگزار‌می‌گردد.

## شعر
کارهای نمروف، فرمالیست است و با وزن و فرم‌های معین شعر می‌گفت که البته این امر مانع شوخ‌طبع و خلاقیت در شعرهای او نشد. تجربیات او در جنگ هم بر روی برخی از اشعار وی تأثیر داشته‌است. او علاوه بر کتاب‌های شعرش، به نوشتن رمان نیز پرداخته‌است اما رمان‌های او کمتر مورد تأیید منتقدین قرارگرفته‌اند.